# گردوچوب (گور)
گردوچوب روستایی در دهستان گور بخش ساردوئیه شهرستان جیرفت استان کرمان ایران است.

## جمعیت
بر پایه سرشماری عمومی نفوس و مسکن در سال ۱۳۹۵ جمعیت این مکان ۸۱ نفر (۲۵خانوار) بوده‌است.